# Repsol
Repsol è una società spagnola attiva nei settori del petrolio e del gas naturale con interessi in 29 paesi.

## Storia

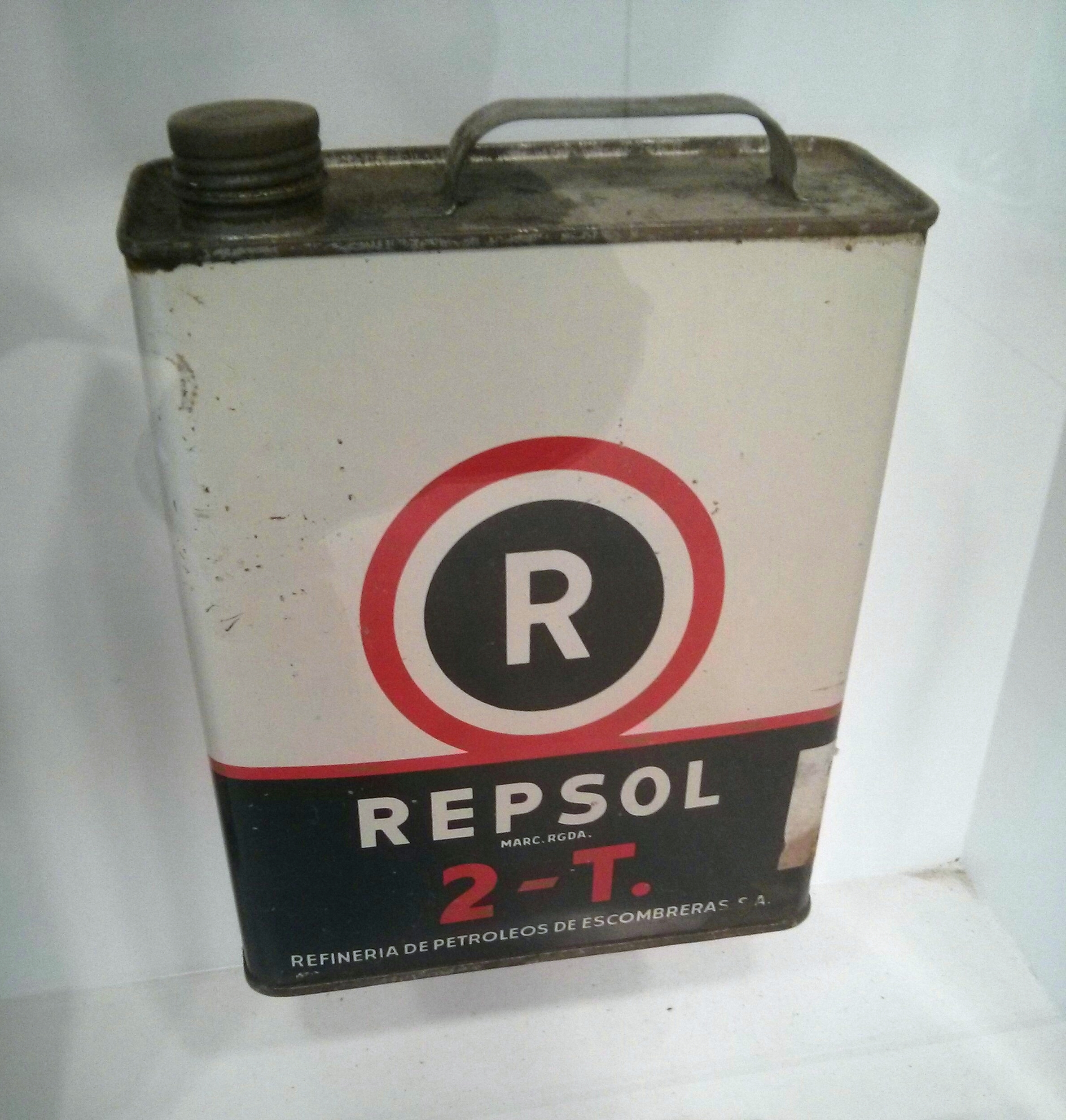
Vecchia tanica di benzina a marchio Repsol, prodotta dall'allora REPESA.

Le origini dell'azienda risalgono al 1981, con la creazione dell'ente pubblico Instituto Nacional de Hidrocarburos (INH). Il gruppo, per la verità, ebbe scarsa diffusione (nel 1986 era conosciuto solo dal 2% degli spagnoli). Per poter meglio affrontare la concorrenza internazionale, quindi, fu fondata la moderna Repsol, di cui l'INH era l'unico azionista; il marchio non fu una novità, dato che il nome "Repsol" comparve per la prima volta nel 1968 come nome commerciale dei prodotti della spagnola REPESA, nata nel 1948 e poi confluita negli organismi statali.
Nel 1997 Repsol viene privatizzata.
L'anno seguente inizia l'acquisizione dell'argentina YPF, che si concluderà nel 1999 con una quota di proprietà pari al 97,5%, per un costo totale di 13,1 miliardi di dollari finanziati in Spagna e nel mercato europeo.
È una delle dieci principali società petrolifere del mondo con circa 30.000 dipendenti, quotata alla Borsa di Madrid e parte dell'indice IBEX-35, possiede 12 raffinerie e oltre 6.000 stazioni di servizio in Spagna, Portogallo e America meridionale. Il gruppo possiede anche l'ex monopolista petrolifero Campsa, noto per la sua guida turistica.
Nel 2004 la compagnia avvia l'attività di distribuzione di carburanti in Italia, dove era già presente nel mercato extra-rete, con l'acquisizione di 45 stazioni di servizio.

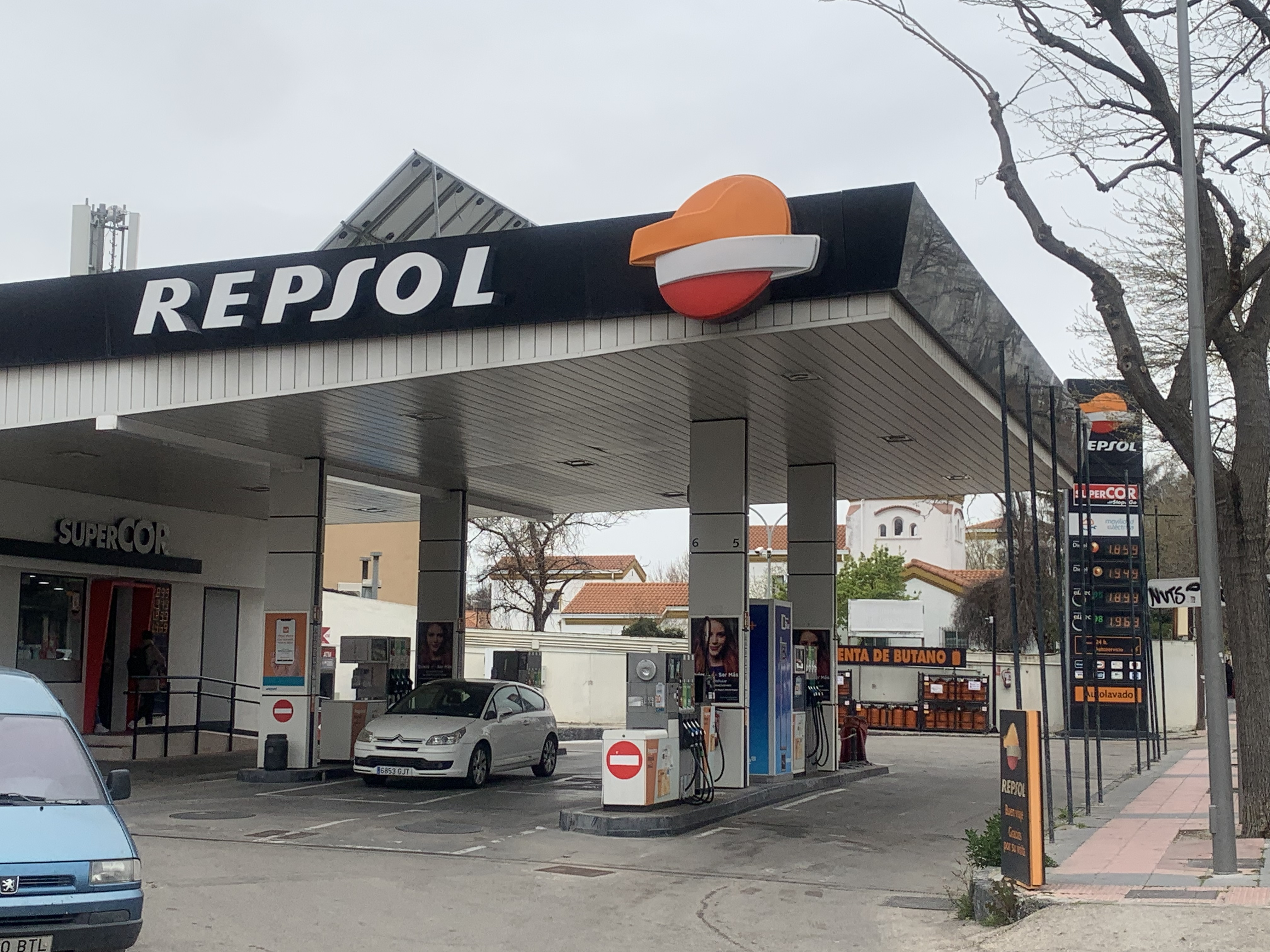
Stazione di servizio Repsol in Spagna

L'8 maggio 2012 l'Argentina ha deciso di nazionalizzare il 51% di YPF. In seguito a minacce da parte del governo argentino verso investitori stranieri che dovessero investire in esplorazioni petrolifere nelle Isole Falkland, la Repsol ha prospettato a sua volta azioni legali verso aziende che dovessero avere partecipazioni con la YPF in analoghe operazioni nell'area, in particolare attraverso una joint venture con aziende venezuelane, suscitando commenti improntati alla prudenza e ammonimenti da parte di Rafael Ramírez Carreno, presidente della compagnia petrolifera di stato venezuelana PDVSA.
Nel 2021 la società abbandona il mercato italiano, cedendo i suoi 275 impianti alla Tamoil.

## Altre attività

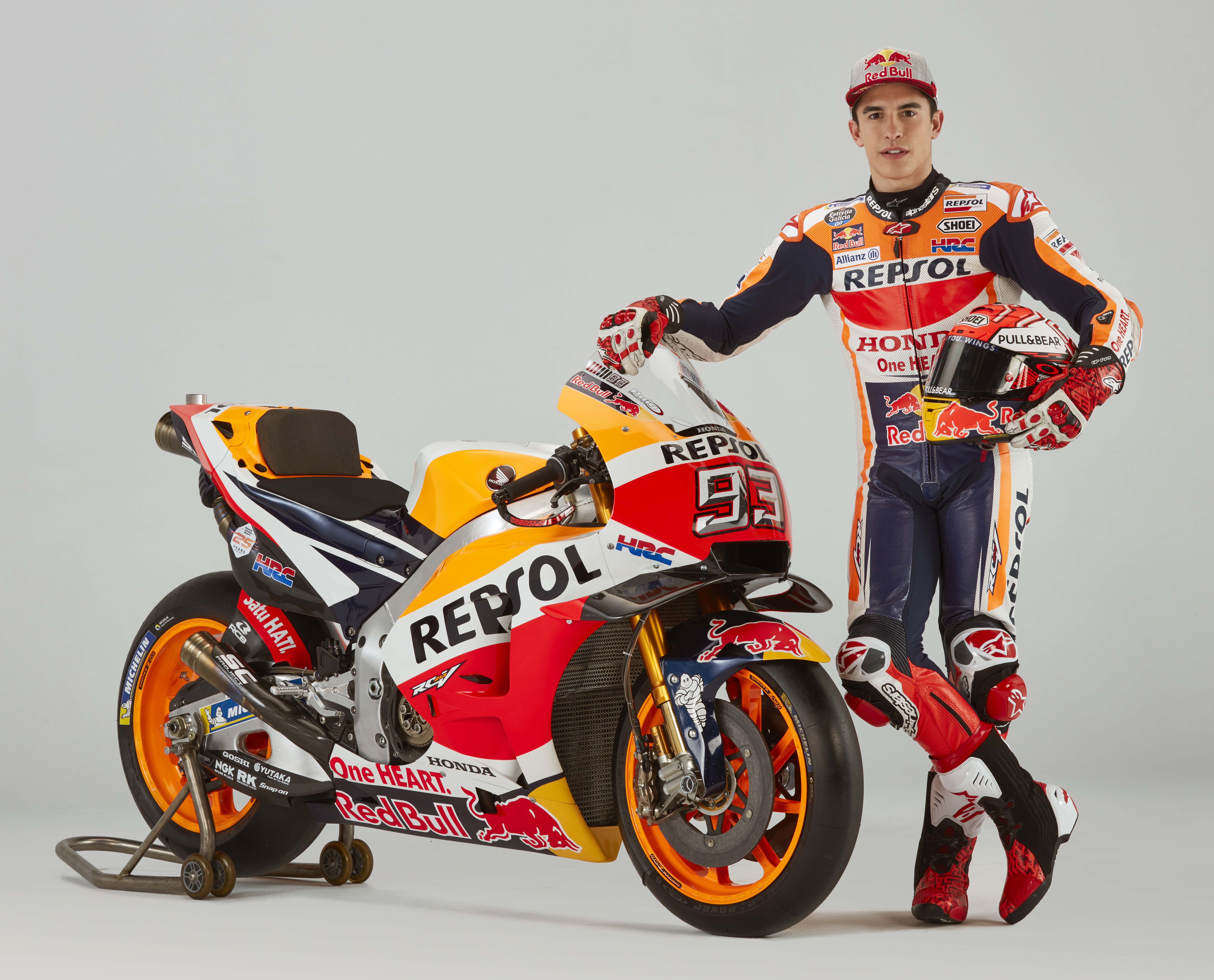
Marc Márquez, per sei volte campione del mondo MotoGP su Repsol Honda.

L'azienda è attiva anche come sponsor e fornitore in molti sport motoristici. Su tutti, nel motociclismo, dal 1995 al 2024 è stata sponsor principale del team ufficiale Honda nella classe regina del motomondiale.